# Strombus

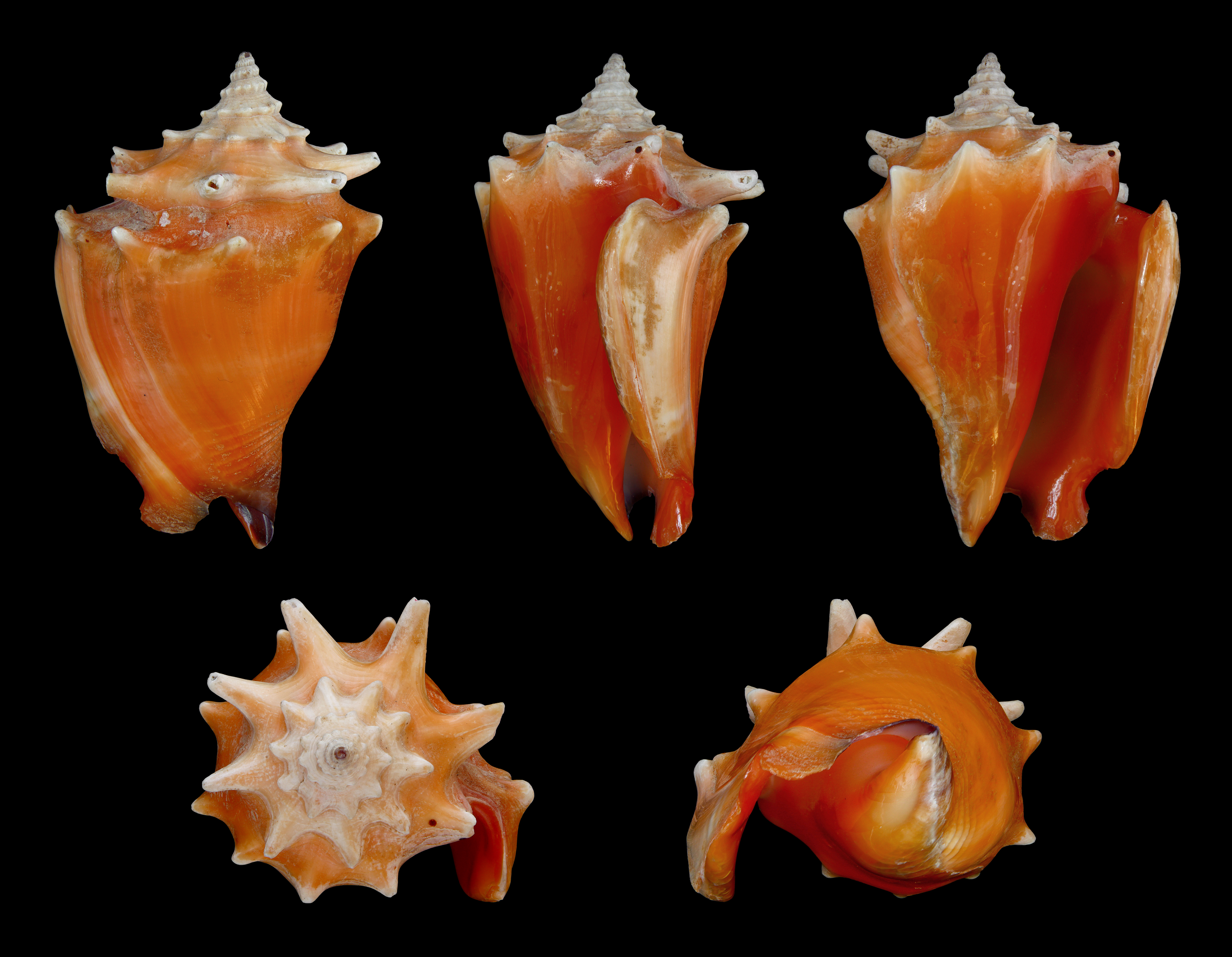
Conchiglia di Strombus pugilis

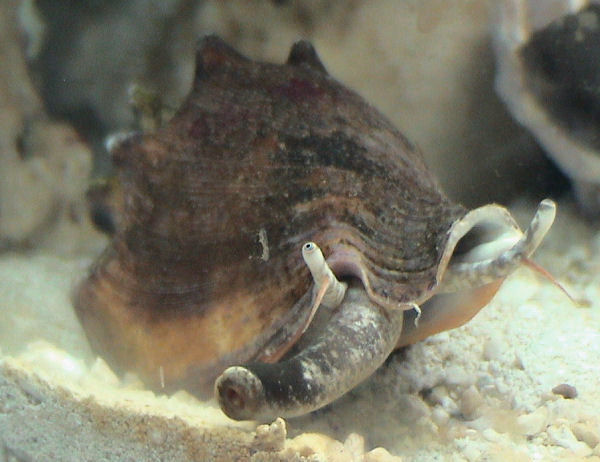
Esemplare di Strombus alatus in acquario

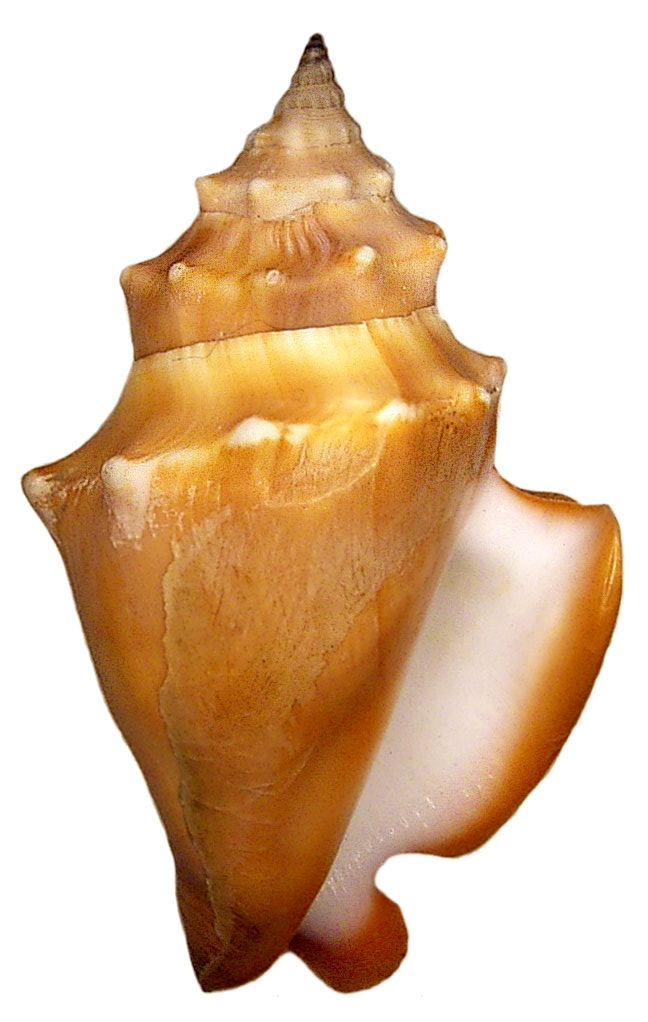
Strombus gracilior isola Pedro González, Panama

Strombus Linnaeus, 1758 è un genere di molluschi della famiglia degli Strombidi, i cui membri sono generalmente chiamati strombi.

## Etimologia
Il nome deriva dal greco antico στρόμβος (strómbos), che vuol dire "conchiglia".

## Specie
Dalla sua prima definizione avvenuta nel 1758 a cura del naturalista svedese Carl Linnaeus, al genere Strombus sono state riconosciute circa 50 specie viventi, di dimensioni variabili da abbastanza piccole a molto grandi. Nel 2005 un articolo dello studioso brasiliano Luiz Ricardo Lopes de Simone propose un cladogramma (un albero di discendenza) basato su un'ampia analisi morfo - anatomica di un gran numero di specie di Strombidae, Struthiolariidae, Aporrhaidae e Xenophoridae, sulla base del quale solo 3 specie rimasero all'interno di Strombus, mentre altre vennero assegnate ad altri generi.
In accordo con le suddette ipotesi il WoRMS assegna al genere Strombus le seguenti tre specie viventi:
- Strombus alatus Gmelin, 1791
- Strombus gracilior G. B. Sowerby I, 1825
- Strombus pugilis Linnaeus, 1758

Diverse altre specie sono state sinonimizzate e classificate sotto altri generi. Di questo genere fanno parte inoltre diverse specie fossili:
- Strombus acanthospira Landau, Kronenberg, Herbert & Silva, 2011
- Strombus arayaensis Landau & Silva, 2010
- Strombus ayersensis Petuch & Drolshagen, 2011
- Strombus bifrons Sowerby, 1850
- Strombus blanci Tröndlé & Salvat, 2010
- Strombus capelettii Petuch, 1994
- Strombus dodoneus Gardner, 1947
- Strombus elegantissimus Landau, Kronenberg, Herbert & Silva, 2011
- Strombus erici Petuch, 1994
- Strombus evergladesensis Petuch, 1991
- Strombus floridanus Mansfield, 1930
- Strombus gatunensis Toula, 1909
- Strombus keatonorum Petuch, 1994
- Strombus leurus Woodring, 1928
- Strombus lindae Petuch, 1991
- Strombus propegracilior Dall & Ochsner, 1928
- Strombus proximus Sowerby, 1850
- Strombus pugiloides Guppy, 1873
- Strombus sarasotaensis Petuch, 1994
- Strombus subgracilior Durham, 1950
- Strombus vermeiji Landau, Kronenberg, Herbert & Silva, 2011